# Datach
Datach (データック) ou Datach Joint ROM System , foi um  acessório da Bandai para o Famicom lançado em 29 de dezembro de 1992, e foi embalado com o jogo Dragon Ball Z: Gekitou Tenkaichi Budokai.  Ele tinha 6 outros jogos que também foram lançados para ele, inclusive um dos últimos jogos para o Famicom, em 1994. É um dos dois mini sistemas compatíveis com o Famicom, sendo o outro o Aladdin Deck Enhancer.
O Datach é constituído por uma conexão do cartucho na sua parte inferior. Nele os cartões que vêm com os jogos são adicionados como um leitor de cartões para selecionar seus personagens. Eles são brilhantes na parte da frente e com uma imagem do personagem.

## Jogos
No total há 7 jogos criados especialmente para o Datach. O primeiro foi os pacotes do Datach com o próprio sistema e as restantes lançadas em sua própria embalagem com os cartões.

### Dragon Ball Z: Gekitou Tenkaichi Budokai
Literalmente Dragon Ball Z: Dragon Ball Z: Fierce Fighting Best on Earth Martial Arts Assembly. Foi lançado em 29 de dezembro de 1992, juntamente com a versão inicial da Datach. Ele veio com 40 cartões que tem imagens do anime Dragon Ball Z. 

### Ultraman Club: Spokon Fight!!
Literalmente Ultraman Club: Sports Hearted Fight!!. Foi lançado em 23 de abril de 1993. Ele foi um dos dois jogos Datach lançados nesse dia. Características do clássico Ultraman com caracteristicas relacionadas com as configurações.

### SD Gundam: Gundam Wars
Foi lançado em 23 de abril de 1993, junto com Ultraman Club: Spokon Fight!!. É baseado no anime SD Gundam.

### Crayon Shin-Chan: Ora to Poi Poi
Foi lançado em 27 de agosto de 1993, no mesmo dia da sua versão Famicom. Baseado no personagem japonês Crayon Shin-chan.

### Yū Yū Hakusho: Bakutō Ankoku Bujutsue
Literalmente "Ghost Files: Explosive Fighting Martial Arts Assembly" foi lançado em 22 de outubro de 1993 e é baseado no mangá YuYu Hakusho.

### Battle Rush: Build Up Robot Tournament
Foi lançado em 13 de novembro de 1993 e é baseado num jogo de luta.

### J League: Super Top Players
J League: Super Top Players foi lançado em 22 de abril de 1994. É um jogo de simulação de futebol de barcodes para as habilidades de jogadores.